# Diócesis de Valpuesta
La diócesis de Valpuesta se formó después de la conquista islámica de la península ibérica, al desgajarse de la diócesis de Oca todo un territorio que se extendía hasta Valdegovía, en cuyo valle se encuentra la localidad de Valpuesta. El primer obispo de esta nueva sede fue Juan, en el 804.

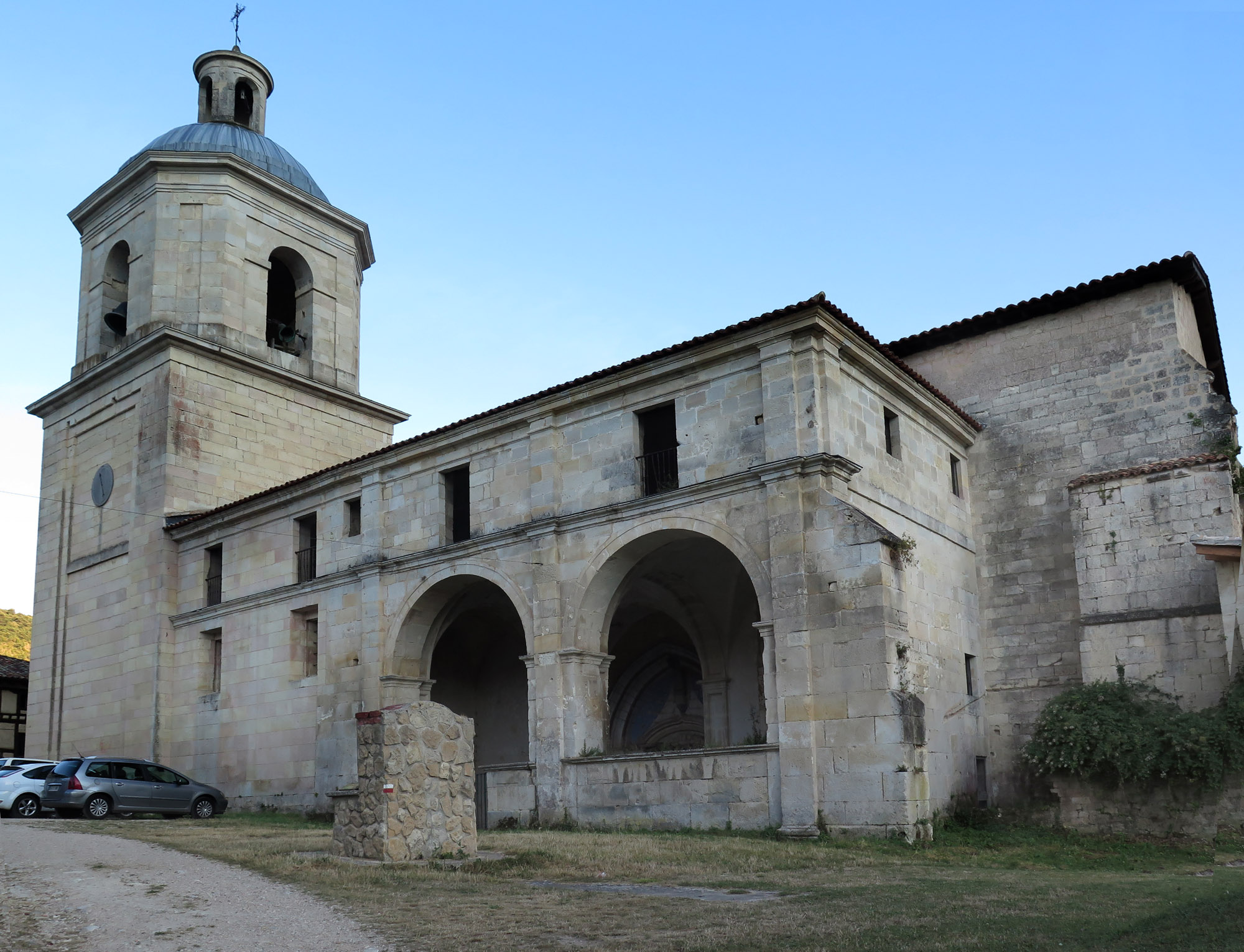
Colegiata de Santa María, construida a partir de la ermita del

En dicha diócesis se documentaron los Cartularios de Valpuesta, uno de los primeros documentos escritos en castellano y con influencias eusquéricas.

## Listado de los obispos de Valpuesta
- Juan (804-843)
- Antonio (863)
- Felmiro (876-881)
- Fredulfo (884-890)
- Diego I (900)
- Diego II (929-957)
- Martín (963-992)
- Blas (Velasco) (1008-1011)
- Sancho (1011-1022)
- Munio I (1024-1037)
- Atón (1037-1049)
- García (1049-1052)
- Gómez (1052-1065)
- Munio II (1065-1087)